# Primo stile

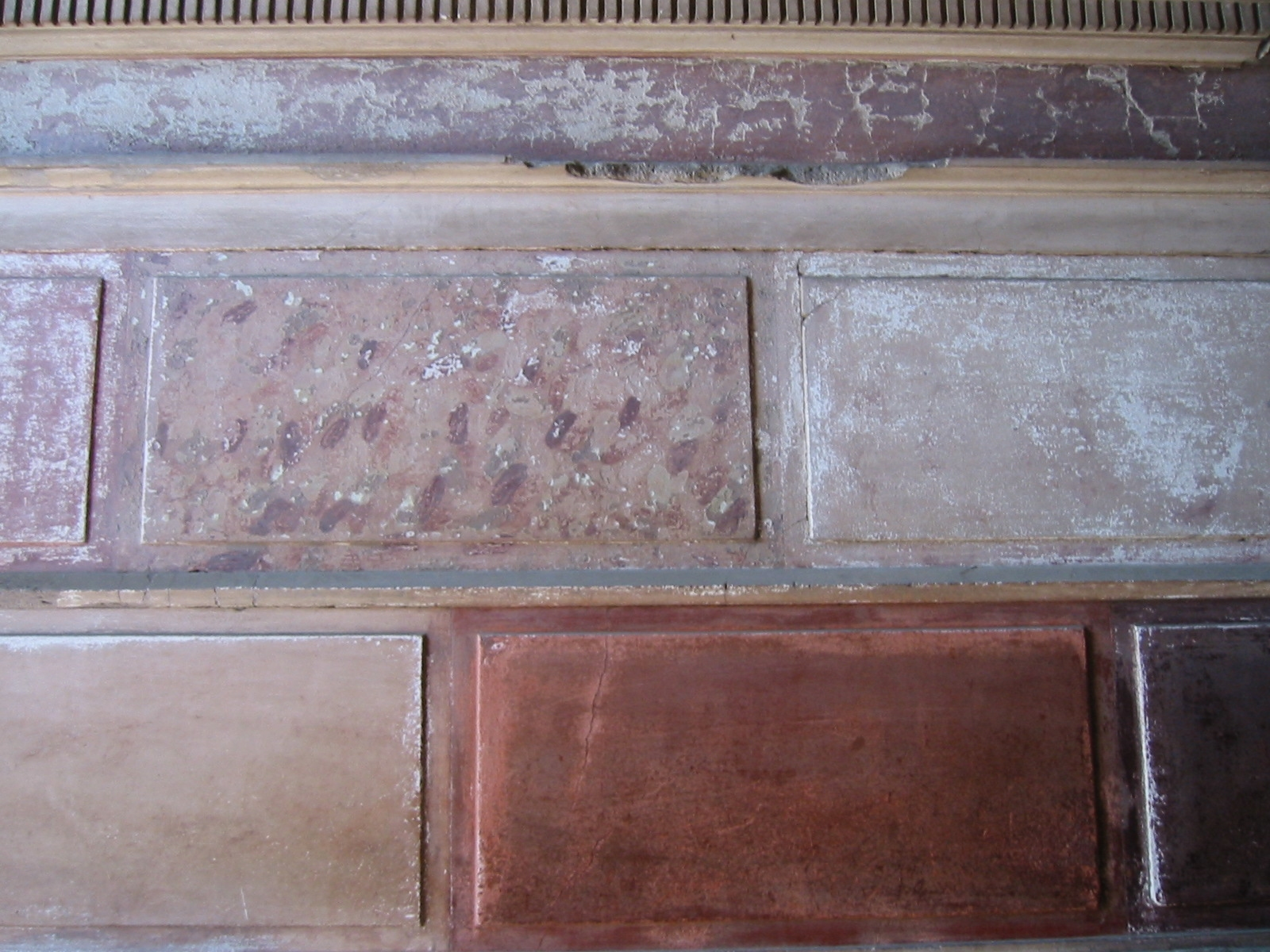
Esempio di primo stile nella casa Sannitica ad Ercolano

Il primo stile pompeiano è uno dei quattro "stili" (ma sarebbe più corretto parlare di schemi decorativi) della pittura romana. Detto stile strutturale o dell'incrostazione, si colloca nel periodo a partire dall'età sannitica (150 a.C.) fino all'80 a.C.

## Caratteristiche
Questa tecnica pittorica, diffusa sia negli edifici pubblici che nelle abitazioni, imita, utilizzando in alcuni casi anche elementi in stucco a rilievo, il rivestimento delle pareti in opus quadratum e con lastre di marmo, detto crusta, da cui il nome "stile dell'incrostazione".
Le pitture in primo stile si articolano, seguendo una ripetizione fissa, in tre zone:
- una fascia superiore decorata con cornici in stucco aggettante.
- una fascia mediana, a sua volta tripartita, dipinta con i colori predominanti rosso e nero, ma anche viola, giallo-verdi, imitanti il marmo, il granito o l'alabastro
- un plinto o zoccolo, di solito di colore giallo

Le pitture di questo stile contengono anche piccoli elementi architettonici, come ad esempio pilastri per la divisione verticale delle superfici.
Il primo stile non fu prettamente romano, ma ellenistico, infatti se ne trovano esempi, ben più freschi di quelli dell'area vesuviana, a Delos e altre città greche, come Pantikapaion sul Mar Nero, in un edificio databile grazie a monete tra il III e il II secolo a.C., presentante cornici col chiaroscuro in finto rilievo e motivi a semicolonnine in stucco.
Negli Scavi archeologici di Pompei questo stile è presente nella Basilica, nel tempio di Giove, nella Casa del Fauno e nella Casa di Sallustio; negli scavi di Ercolano, nella Casa Sannitica.

## Galleria d'immagini

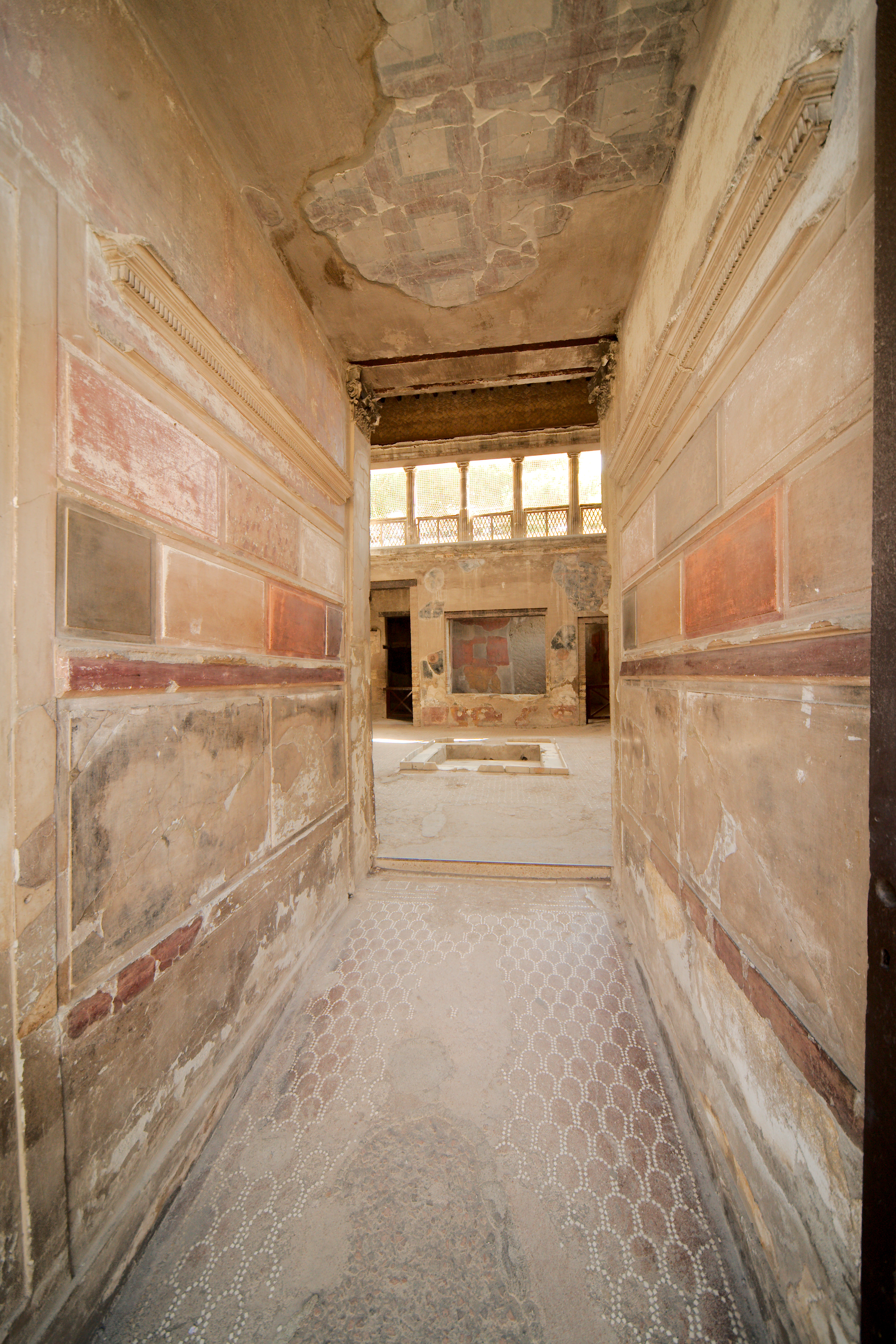
Parete della Casa sannitica di Ercolano
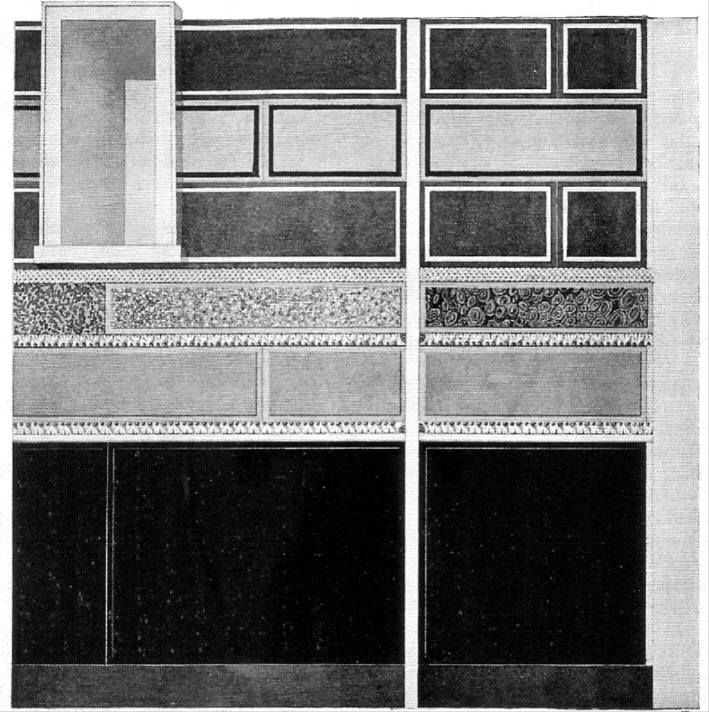
Esempio da Delos
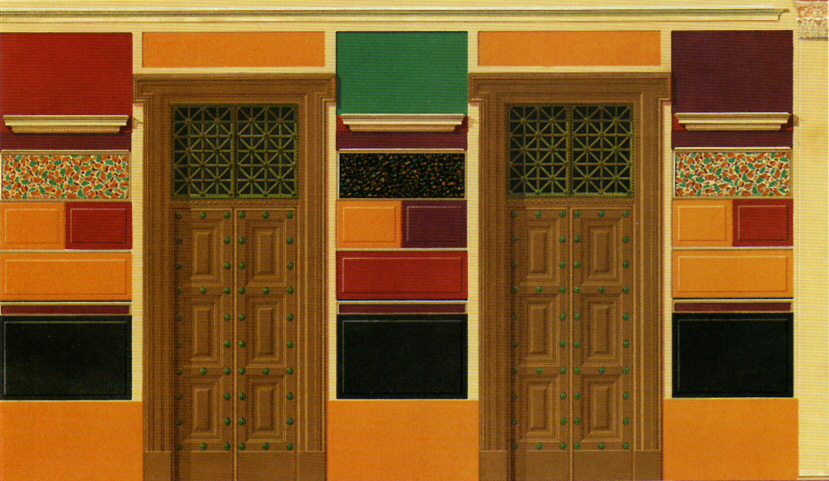
Affreschi nella Casa di Sallustio, Pompei
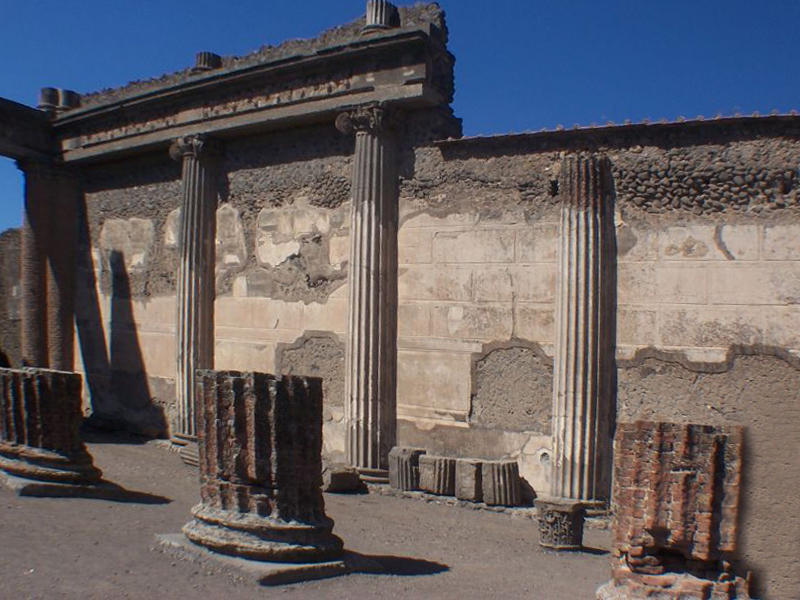
Esempio a Pompei